# تأثير جوزيفسن

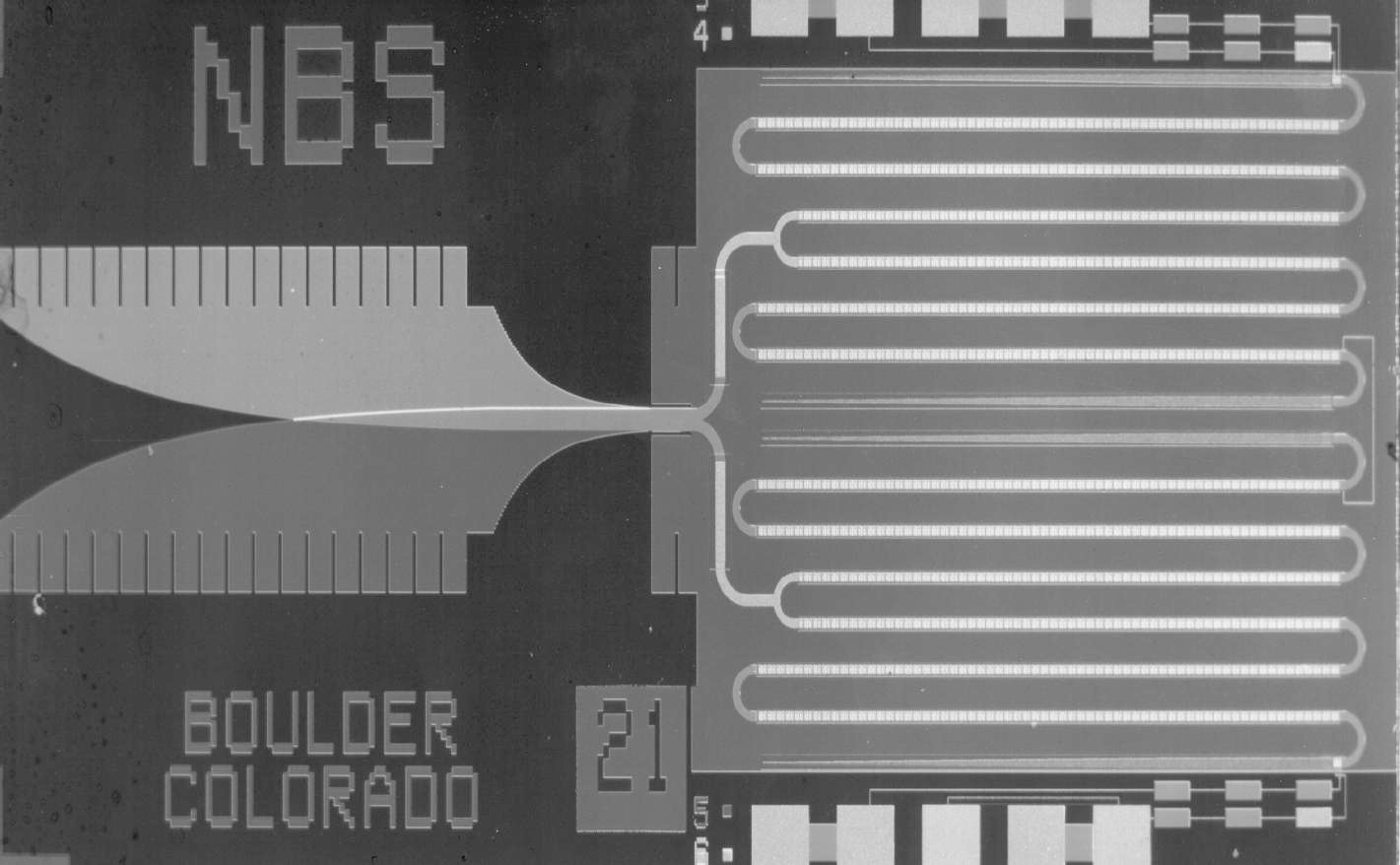
شريحة صفيف تقاطع جوزيفسون التي طورها المعهد الوطني للمعايير والتقنية كجهد قياسي.

تأثير جوزيفسن هو ظاهرة تيار فائق، تيار يتدفق إلى أجل غير مسمى طويلا دون أي جهد مطبق، عبر جهاز يعرف باسم تقاطع جوزيفسن، والذي يتألف من اثنين أو أكثر من الموصلات الفائقة مقرونة بوصلة ضعيفة. يمكن أن تتكون الوصلة الضعيفة من حاجز عازل رقيق (يُعرف بالموصل الفائق التوصيل أو العازل أو موصل التوصيل الفائق)، أو قسم قصير من فلز غير موصل بالفلتر، أو تضيق مادي يضعف الموصلية الفائقة عند نقطة الاتصال.
تأثير جوزيفسن هو مثال على ظاهرة الكم العيانية. سميت باسم الفيزيائي البريطاني بريان جوزيفسن، الذي تنبأ في عام 1962 بالعلاقات الرياضية للتيار والجهد عبر الوصلة الضعيفة. وقد شوهد تأثير جوزيفسن في التجارب السابقة لعام 1962، ولكن تم نسبه إلى الاختراقات في الحاجز العازل المؤدي إلى التوصيل المباشر للإلكترونات بين الموصلات الفائقة. كانت الورقة الأولى للمطالبة باكتشاف تأثير جوزيفسن، وإجراء الفحوصات التجريبية اللازمة، هي دراسة فيليب أندرسون وجون رويل. مُنِح هؤلاء المؤلفون براءات اختراع حول التأثيرات التي لم يتم إنفاذها أبداً، ولكن لم يتم تحديهم أبداً.
قبل تنبؤ جوزيفسن، كان من المعروف فقط أن الإلكترونات الطبيعية (أي عدم التوصيل الفائق) يمكن أن تتدفق عبر حاجز عازل، عن طريق نفق كمي. كان جوزيفسن هو أول من توقع إنفاق أزواج كوبر فائقة التوصيل. في هذا العمل، حصل جوزيفسون على جائزة نوبل في الفيزياء في عام 1973. وتوجد تقاطعات جوزيفسن في تطبيقات مهمة في الدوائر الميكانيكية الكميّة، مثل السكويدات، والكوكبتات فائقة التوصيل، والإلكترونيات الرقمية. يتم تحقيق معيار المعهد الوطني للمعايير والتقنية لواحد فولت من خلال مجموعة من 20,208 تقاطعات جوزيفسن في السلسلة.